# Urbanisme sur dalle

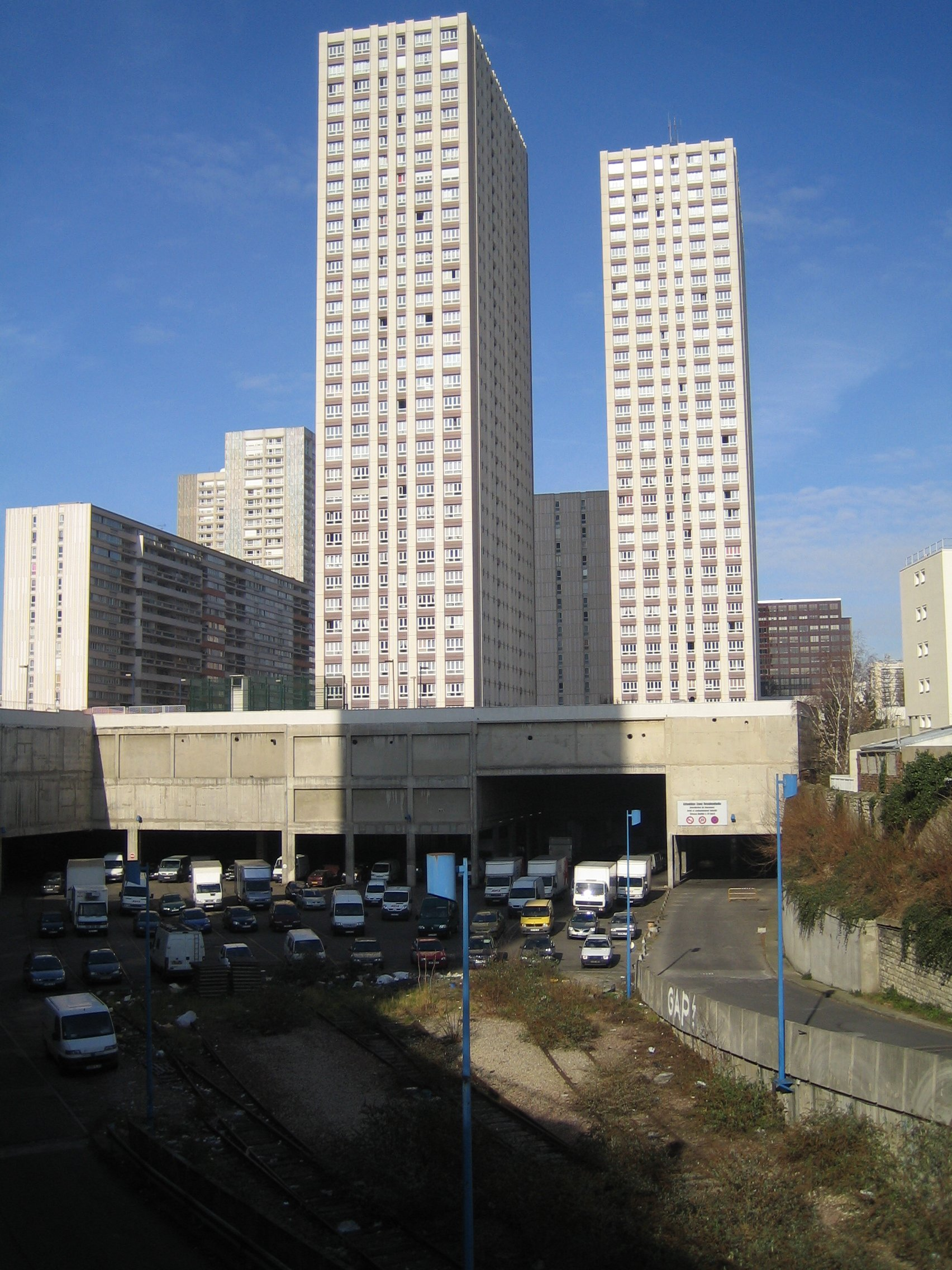
Séparation des fonctions : la « gare des Gobelins » approvisionne le quartier asiatique de Paris sous la dalle des Olympiades.

 (août 2016).
Si vous disposez d'ouvrages ou d'articles de référence ou si vous connaissez des sites web de qualité traitant du thème abordé ici, merci de compléter l'article en donnant les références utiles à sa vérifiabilité et en les liant à la section « Notes et références ».
L'urbanisme de dalle est la séparation totale des cheminements piétons et de la circulation automobile. Il s'agit d'un « éclatement » de la rue en plusieurs niveaux selon sa fonction utile : soit liaison dynamique entre parties à rejoindre, soit espace de flânerie quasi statique. On crée un sol « artificiel ».
On établit l'usage de deux ou trois niveaux distincts. En général, le ou les niveaux souterrains pour les transports en commun, chemins de fer métropolitains traditionnellement enterrés auxquels on peut adjoindre les bus et taxis, et adjoindre les approvisionnements des magasins. Le niveau 0 (le sol naturel) est donné aux voitures particulières. La dalle est réservée aux habitants-piétons.
L'architecture des bâtiments qui composent l'architecture de dalle n'est pas liée structurellement à cet urbanisme. Ils ont une forme globale, un « épannelage », qui ne les distingue pas des bâtiments des autres formulations urbaines.

## Histoire
Léonard de Vinci et sa Città ideale del Rinascimento (1487-1490) prônait la ségrégation spatiale (selon son appartenance à l'un des trois ordres, la personne peut circuler par tel ou tel accès et chemin dédié).
Puis en réalisations effectives en cadre urbain, à la charnière du XIXe siècle et XXe siècle, Tony Garnier établit la séparation fonctionnelle de la circulation des personnes dans les hôpitaux (de l'habitat, des accès et cheminements selon le principe de la tradition hygiéniste française). Eugène Hénard  (Rapport sur l’avenir des grandes villes , 1910) tient compte des nouveaux réseaux de fluides (eau, gaz, électricité, etc) que comporte la ville avec l'utilisation du sous-sol. Ludwig Hilberseimer (Hochhausstadt, 1924) aborde en premier la question de la ville comme une gestion des flux.
En France, cet urbanisme opérationnel est une continuation de l'urbanisme de reconstruction après la Seconde Guerre mondiale.
Il s'agit alors d'une composante des grands projets qui présentent une « économie d'échelle » en réponse à la pénurie de logements en ville et en réponse au besoin de bureaux du secteur tertiaire qui se développe. L'esprit qui préside historiquement aux travaux de génie civil d'assèchement, de remblaiement, d'arasement portant sur les lieux habitables y est en continuation.

## Exemples d'urbanisme sur dalle d'intérêt international, national ou régional
- Belgique
  - Louvain-la-Neuve

- États-Unis
  - Centre nouveau de Los Angeles
  - Centre Embarcadero à San Francisco

- France
  - Île-de-France
    - Quartier d'affaires de La Défense, dans les Hauts-de-Seine
    - Quartier de la Grange-aux-Belles dans le 10e arrondissement de Paris
    - Quartier des Olympiades dans le 13e arrondissement de Paris
    - Quartier du Front-de-Seine dans le 15e arrondissement de Paris
    - Grand ensemble d'Argenteuil
    - Quartier de la Préfecture (Grand-centre) à Cergy
    - Quartier du Mont d'Est à Noisy le Grand
    - Quartier du Chemin-Vert et la Cité Paul-Éluard à Bobigny
    - Quartier du Pont-de-Sèvres à Boulogne-Billancourt

  - Autres Régions
    - Quartier Mériadeck à Bordeaux
    - Échirolles Arlequin Grand-Place à Grenoble
    - Quartier de la Part-Dieu à Lyon et du Tonkin à Villeurbanne
    - le Pontiffroy à Metz
    - Polygone à Montpellier
    - Quartier de la Source à Orléans
    - Quartier Colombier à Rennes
    - Le Mirail à Toulouse
    - Le germe de ville à Val-de-Reuil

- Italie
  - Centro direzionale de Naples (par Kenzo Tange) 1982

- Royaume-Uni
  - Quartier Barbican Estate à Londres